# Sandquistska gården
Sandquistska gården är en byggnad i kvarteret Hill vid Södra Ringgatan 13–15 – Östra Vattugränd 5–7 i Alingsås. Gården består av ett tvåvånings affärs- och bostadshus, tillsammans med stall, magasin och diverse uthus, samt en kullerstenslagd gård med vårdträd och vattenpump. Byggnaden är byggnadsminne sedan den 12 februari 2001.

## Historia
Kvarteret Hill bestod ursprungligen av fyra mindre kvarter: Skrubblaren, där Sandquistska gården är belägen, Klädesvävaren, Filten och Spinnaren. Tillsammans utgjorde dessa en del av Sveriges allra tidigaste fabriksområden - Jonas Alströmers Manufaktursocietet, som grundlades under 1720-talet. Det nuvarande kvartersnamnet kommer av Charles Hill, som år 1862 startade Alingsås bomullsväveri i kvarteret Filten. På 1960-talet förvärvade HSB samtliga fastigheter i kvarteret förutom Skrubblaren no 2 och 3. Kvarteren slogs samman och fick namnet Hill. Den äldre bebyggelsen, bland annat fabriksbyggnaderna, revs 1967 och ersattes med flerfamiljshus.
Sandquistska gården har sitt namn efter Anders Johansson Sandquist, som köpte gården 1876. Han startade handelsgård, sedermera speceriaffär och lät bygga till den med en länga längs Östra Vattugränd, samt med en magasinsbyggnad på gården. Den mycket välbevarade och kompletta handelsgården består idag av ett tvåvånings affärs/bostadshus, stall, magasin, samt olika uthus. Åldern på den äldsta byggnadskroppen mot Södra Ringgatan är inte helt utredd. De flesta av manufakturverkets byggnader förstördes vid stadsbränderna 1749 och 1779.
Magasinet har på övervåningen inrymt fläskbod, brygghus, ostbod, tre dass samt saltbod, två stall och soprum i bottenvåningen. Fläskboden inrymde tre träkar för saltning. Mellan åren 1928 och till 1950-talet fanns ett vagnmakeri i byggnaden. Brygghuset har koppargryta för tvätt och lutning, samt eldstad med bakugn, som även använts för rökning av fläsk. Magasinet inrymde ostbod, samt tre dass till sex lägenheter. Dassen användes till in på 1990-talet. I den del som användes som stall finns bevarade spiltor och krubbor. Magasin för förvaring av mjöl och fodervaror fanns på övervåningen.

## Beskrivning
Bostads- och affärshuset är en timrad byggnad i två våningar med ljusgul panel och engelskt röda fönster. Vardera fönsterluften är spröjsad i tre lufter. Taket är ett sadeltak, avvalmat i takvinkeln och täckt med enkupigt tegel. Byggnaden har tre putsade skorstenar. Fasaden utmed Östra Vattugränd har skyltfönster. Invändigt skedde större förändringar år 2007 i samband med att redaktionslokaler för Alingsås Kuriren inreddes. Flera kakelugnar finns bevarade.
Magasinsbyggnaden är den mest autentiska av anläggningens alla byggnader. Fasaden mot gården har fönster som är spröjsade i mindre rutor. Mot gården finns fyra dörrar som leder till dassen. I övrigt har fasaden tre plankdörrar. Fasaden är klädd med vankantad panel och har samma kulör som byggnaden i övrigt. Byggnaden är invändigt helt intakt med alla sina utrymmen för olika funktioner.